# Hello Kitty主題巴士
Hello Kitty主題巴士（葡萄牙語：Autocarro Temático da Hello Kitty）是配合澳門經濟及科技發展局、澳門北區工商聯會聯合主辦的“Sanrio characters 夢幻花園”社區活動舉行期間開設、由新福利經營，於澳門半島北區內行走的活動巴士路線。

## 背景
- 2025年3月29日至10月13日，經濟及科技發展局與澳門北區工商聯會聯合主辦“Sanrio characters 夢幻花園”社區活動，目的是融合相關IP品牌元素活動帶動以提振北區社區經濟。為豐富活動內容及增加吸引力，活動特別設計Hello Kitty主題巴士於北區內循環行走，串聯區內商圈和景點。[1][2][3]

- 2025年5月8日，北區社區服務諮詢委員會舉行每月平常會議，經濟及科技發展局代表介紹“Sanrio characters夢幻花園”社區活動情況，透露主題巴士將於該年5月中旬推出。[4]

## 歷史
- 2025年5月18日，本線開設，公眾需透過活動專頁實名預約日期和時間乘坐。[5][6]

## 使用車輛
- 蘇州金龍KLQ6756GHEV（HE636）

## 電牌
- Sanrio characters夢幻花園
- Hello Kitty主題巴士

## 路線資料

### 收費
- 免費
- 乘客必須通過手機於專題網站實名預約
- 上車時須向上車點的工作人員出示有效的“乘車碼”及預約人的身份證明文件正本乘車

### 服務時間及班距
| 服務時間                            | 每天                              |
| ----------------------------------- | --------------------------------- |
| 青茂口岸 （近鴨涌河變電站上落客區） | 10:00、11:30、13:00、15:00、16:30 |
| 懸掛8號或以上風球期間停駛           |                                   |

## 未來發展
- 2025年5月18日，經濟及科技發展局表示“Sanrio characters夢幻花園”社區活動自該年3月29日至5月15日期間已吸引超過17萬人次到訪參觀，同時，活動在社交平台的熱度和關注度持續上升。復活節及“五一”假期，不少跨區居民及旅客走進北區，打卡裝置周邊人流明顯增加。局方亦持續評估主題巴士成效，研判是否增加更多站點，以吸引居民旅客走進北區、留在區內玩樂消費，改善北區商戶的營商環境。[7][8]

## 外部連結
- 經濟及科技發展局
- Sanrio characters夢幻花園專題網站
- （繁體中文）新福利公共汽車有限公司 （页面存档备份，存于）